# Grève des ouvrières des manufactures d’allumettes à Londres en 1888
La grève des ouvrières des manufactures d’allumettes à Londres en 1888 est une grève des ouvrières de la manufacture Bryant & May de Tower Hamlets, un quartier de l'East End de Londres, pour protester contre les mauvaises conditions de travail qui leur étaient imposées. Elles dénonçaient notamment les journées de travail de quatorze heures, les bas salaires, les amendes arbitraires, et les maladies graves provoquées par l’utilisation du phosphore jaune (ou blanc), notamment l’ostéonécrose du maxillaire. Ce mouvement marqua l'histoire sociale britannique dans la mesure où il fut le premier mené par des ouvrières sans qualification.

## La grève

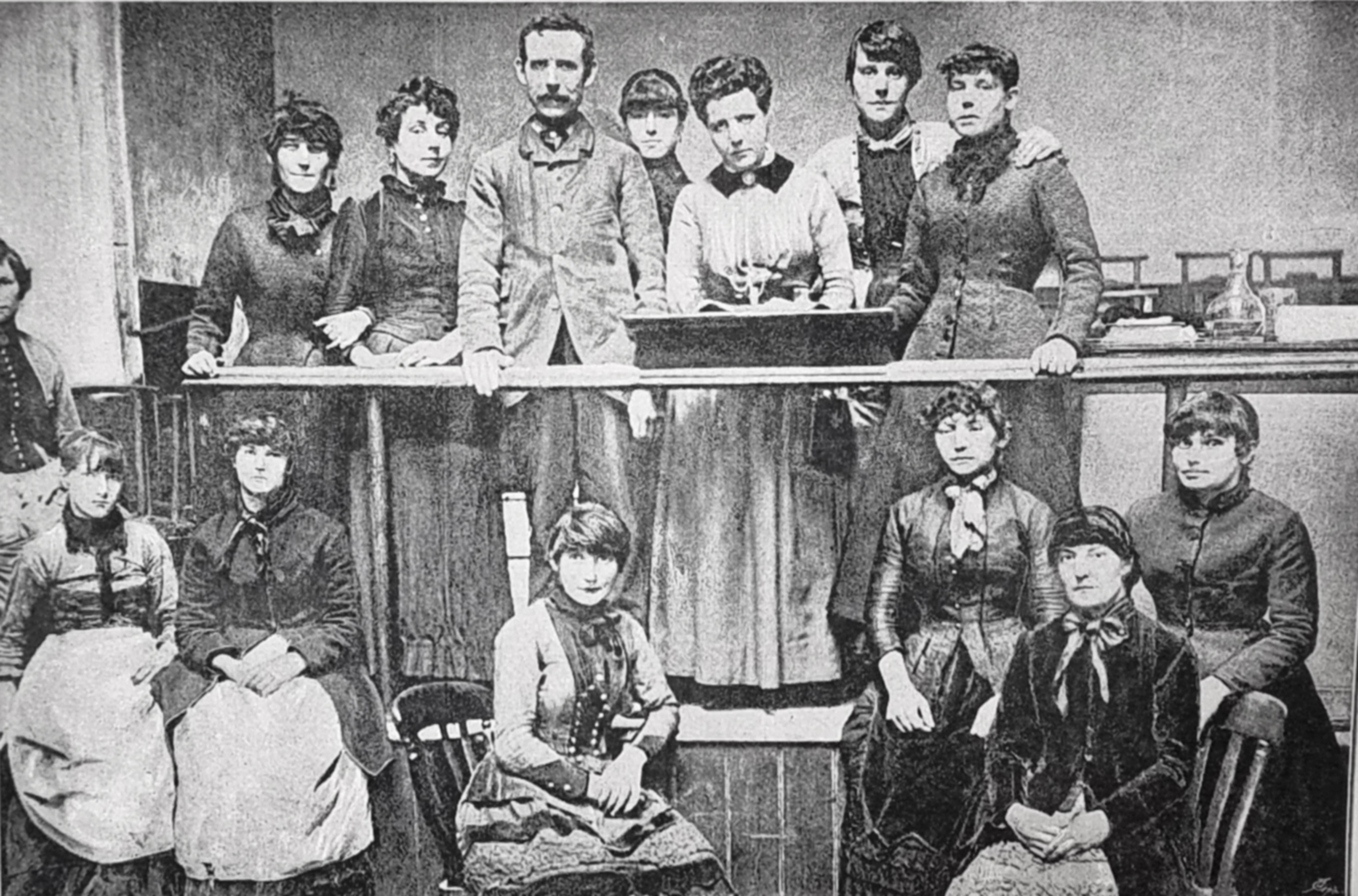
Sarah Chapman, Herbert Burrows et Annie Besant au comité de grève des ouvrières de la manufacture d'allumettes Bryant & May.

C'est par l'intermédiaire de la militante socialiste et féministe Annie Besant que les ouvrières des manufactures Bryant & May perçurent qu'il était possible de s'élever contre la direction de l'entreprise. Annie Besant, alertée le 15 juin 1888, lors d'une réunion de la Société fabian par une militante socialiste, Clementina Black, découvrit à cette occasion les conditions de travail déplorables de ce qui était alors la plus importante fabrique d'allumettes de Londres.  Une première action suggérée fut de créer une Union des consommateurs qui s'engageraient à n'acheter qu'à des entreprises ayant une politique salariale juste. Les plus à gauche, comme Herbert Burrows proposèrent le boycott.
Après avoir visité la manufacture, révoltée par la situation imposée aux ouvrières, elle publia le 23 juin 1888 dans The Link un article retentissant sur l'« esclavage blanc à Londres » (« White Slavery in London »). Annie Besant y dénonçait les conditions de travail des ouvrières : des adolescentes qui travaillaient de 6 h 30 à 18 h pour quatre shillings par semaine (soit moins que le loyer d'une seule pièce) et qui ne mangeaient que du pain beurré trempé dans du thé. Du reste, les salaires étaient souvent amputés à cause des nombreuses amendes imposées par la direction (pour pieds ou vêtements sales par exemple). Enfin, les gaz du phosphore utilisé pour fabriquer les allumettes leur pourrissaient les dents et les gencives. Annie Besant voulait faire comprendre à ses lecteurs et aux actionnaires de ce genre d'entreprises les conditions de vie de jeunes filles qui avaient l'âge de leurs propres enfants alors qu'eux touchaient des « dividendes monstrueux ». Une liste d'actionnaires fut publiée, pointant les personnes « respectables » tels des pasteurs qui s'enrichissaient de cette façon. Elle concluait en appelant au boycott des produits de l'entreprise. Les propriétaires de Bryant & May déclarèrent que l'article n'était qu'un tissu de mensonges et d'inventions et licencièrent les ouvrières qui avaient parlé à Annie Besant. Ils exigèrent ensuite des autres qu'elles signent un texte, qui dénonçait les mensonges de l'article et disait qu'elles étaient très heureuses dans leur travail. Elles refusèrent. Quant à Annie Besant, elle demanda publiquement pourquoi la direction de l'usine ne l'attaquait pas en diffamation,,.
Le 2 juillet 1888, Annie Besant participa à un meeting de protestation des allumettières. La grève fut décidée et le 11 juillet, 1 400 ouvrières cessèrent le travail : leurs conditions ne pouvaient pas être pires, même si, en l'absence de syndicat (alors quasiment réservé aux hommes), il n'y avait pas de caisse de grève. Annie Besant, Herbert Burrows et la SDF apportèrent leur soutien direct au mouvement tandis que les Fabiens apportaient une aide financière. Les journaux se divisèrent : The Times soutint la thèse des patrons tandis que les autres considérèrent comme crédible l'article d'Annie Besant et les témoignages des ouvrières, d'autant plus que la direction ne pouvait prouver que ces affirmations étaient fausses. Charles Bradlaugh suscita un débat au Parlement sur cette question ; il y fit même recevoir une délégation des grévistes. Devant le mouvement d'opinion publique et après trois semaines de grève, la direction de Bryant & May finit par céder. Les jeunes filles licenciées furent réembauchées ; les conditions de travail s'améliorèrent ; les salaires furent augmentés et les amendes supprimées. Un syndicat fut même créé dans l'entreprise,,.
Cette grève et son issue heureuse ne furent pas sans retentissement dans le pays et constituent de fait une étape importante dans l'histoire sociale du Royaume-Uni, dans la mesure où il s'agit du premier mouvement social mené par des personnes situées au plus bas de l'échelle sociale britannique, des travailleuses sans qualification.

## La campagne contre les allumettes au phosphore blanc
Besant et d'autres continuèrent de faire campagne contre l'utilisation du phosphore jaune pour la fabrication des allumettes.
En 1891, l'Armée du salut avait ouvert sa propre usine d'allumettes dans le district de Bow de Londres, où l’on utilisait le phosphore rouge moins toxique, et où les salaires étaient plus élevés. Une des raisons de l’ouverture de cette fabrique était la volonté d'améliorer les conditions de vie des travailleurs à domicile, y compris des enfants, qui plongeaient les allumettes dans des bains à base de phosphore blanc. Plusieurs enfants étaient morts après avoir mangé ces allumettes. Fait intéressant, l’usine d'allumettes de l'Armée du salut affichait un taux d’ostéonécrose du maxillaire inférieur à celui de l'usine Bryant & May dans la même localité, ce qui était dû à l'amélioration des conditions de travail.
Ces événements avaient fait une mauvaise publicité pour la manufacture de Bryant & May qui annoncèrent en 1901 que leur usine n’utilisait plus de phosphore jaune. Paradoxalement, les propriétaires Francis May et William Bryant, qui étaient tous deux des quakers, avaient commencé en 1850 par importer des allumettes de sûreté à base de phosphore rouge fabriquées par John Edvard Lundström, en Suède. Cependant, Bryant & May avaient vu leurs ventes d’allumettes de sécurité multipliées par dix en 1855 et Lundstrom n'a pas été en mesure d'augmenter sa production pour satisfaire à la demande, ils ont donc acheté son brevet pour le Royaume-Uni, et avec son aide, ont construit une usine pour le modèle d'allumettes de sécurité à Bow. Ils ont commencé à utiliser du phosphore rouge en 1855, mais n'ont pas pu rivaliser avec le prix beaucoup plus compétitif des allumettes à base de phosphore jaune d'où le recours au travail des enfants.
L'Armée du salut avait le même problème ; leurs allumettes coûtaient au départ trois fois le prix des allumettes  à base de phosphore jaune. Ils n’ont obtenu qu’un succès partiel et uniquement parce que beaucoup de leurs partisans ont refusé d'acheter des allumettes à base de phosphore jaune, ils ont automatisé une grande partie du procédé de fabrication des allumettes, à l’exception du remplissage, pour faire baisser les coûts, et le recours au travail des enfants dans les métiers dangereux fut interdit. Mais l'usine avait encore des difficultés à être compétitive sur les prix, et après 1898, le War Cry (journal de l’Armée du Salut)a cessé toute publicité pour leurs allumettes. L’usine de l'Armée du salut finalement fermé et elle a été reprise par Bryant & May, le 26 novembre 1901.
En 1908, la Chambre des communes britannique a adopté une loi interdisant l'utilisation de phosphore jaune dans les allumettes après le 31 décembre 1910. Cela fut pour le Royaume-Uni la date d’application de la convention Berne de 1906 sur l'interdiction du phosphore blanc dans les allumettes.

## Les ouvrières de  Bryant & May dans la fiction
Contemporain des meurtres de Jack l'Éventreur, qui débutent pendant l'été 1888, un épisode du mouvement des filles de Bryant & May est décrit dans le roman de Michel Moatti Retour à Whitechapel, publié en 2013. 
Le mouvement est également évoqué dans le film Enola Holmes 2 sorti en 2022 sur Netflix.

## La comédie musicale
Dans les années 1960, l'acteur britannique Bill Owen en collaboration avec le parolier Tony Russell créa une comédie musicale dont le thème était la grève de 1888. La première du spectacle fut jouée au Globe Théâtre, à Londres, le mardi 1er mars 1966 (un enregistrement d’époque est encore disponible). Il n'y eut jamais plus eu aucune grande production de cette comédie musicale à Londres depuis cette date, bien qu'elle ait été plus tard, en 1979, éditée par Samuel French Ltd. Malgré le caractère grave du sujet de la comédie musicale, un accent particulier est mis sur la mentalité positive et l’exubérance naturelle de ceux qu'on appelle les « moineaux cockney », ce qui donne prétexte à de nombreuses scènes de chant et de danse.
Le récit est centré sur les conditions de vie des coupeuses d’allumettes à l’usine Bryant & May de Bow, à Londres, notamment la maladie connue sous le nom de « Phossy Jaw » (ostéonécrose de la mâchoire). L’essentiel de l'action se déroule dans un lieu fictif nommé « Hope Cour ». La comédie dépeint Bryant & May comme des patrons impitoyables et insensibles, et le contremaître de l'usine « M. Mynel » comme un tyran imposant aux filles par la menace un régime de travail forcé. Le personnage central de la comédie musicale est Kate, une ouvrière de l'usine logée dans un taudis, qui écrit à Annie Besant, pour demander de l'aide afin de changer les conditions de travail dans l'usine. L'histoire suit Kate et Annie tentant de mobiliser les filles, Kate apprenant à devenir le leader téméraire de la grève et un acteur clé dans la création et la reconnaissance du syndicat. Il y a aussi une intrigue secondaire dans laquelle la participation de Kate à la grève crée des tensions dans sa relation avec le docker Joe.